# Ana María Vela Rubio
Ana María Vela Rubio (Puente Genil, 29 oktober 1901 - Barcelona, 15 december 2017) was een Spaans supereeuwelinge en was van 15 april tot 15 december 2017, precies acht maanden later, de oudste levende mens in Europa.

## Levensloop
Rubio werd geboren in Puente Genil in Andalusië. Samen met haar partner ging ze in 1940 in Barcelona wonen (het koppel was nooit getrouwd). Ze kregen vier kinderen: Antonio (1923-2005), Ana (1927), Juan (1930-2016) en Carmelita, die al op 10-jarige leeftijd stierf. 
Met de dood van Francisca García Torres op 25 februari 2014 werd ze de oudste levende persoon in Spanje. Op 5 juni 2016 brak ze het record van Maria Antonia Castro als oudste Spaanse ooit. Castro werd 114 jaar en 220 dagen oud. Met de dood van Emma Morano op 15 april 2017 werd ze de oudste persoon in Europa. Op het moment van haar overlijden was ze de op twee na oudste persoon ter wereld, na Nabi Tajima en Chiyo Miyako, beiden afkomstig uit Japan.
In 2005 ging Rubio, destijds 103 jaar, in een rusthuis in de wijk Sant Martí wonen. Ze was toen nog heel goed op de hoogte van alles, deed mee aan activiteiten en had alleen een wandelstok nodig. Nadat ze echter haar dijbeen in 2011 op 109-jarige leeftijd brak, ging ze hard achteruit. Ze begon te lijden aan dementie en kon niet meer praten. Ook kon ze vrijwel nergens meer naar toe sinds ze in een rolstoel zat. Rubio stierf op 15 december 2017 op 116-jarige leeftijd. Ze werd in Europa als oudste mens opgevolgd door de destijds 115-jarige Italiaanse Giuseppina Projetto-Frau.